# José Ignacio González (militar)
José Ignacio González fue un capitán argentino que participó de la Expedición libertadora a Chile muriendo en combate en la Batalla de Chacabuco.

## Biografía
José Ignacio González nació en Buenos Aires. En 1813, muy joven aún, ingresó al Regimiento N° 2 con el grado de subteniente. Pocos meses después ascendió a teniente graduado y revistó en el Batallón de Cazadores del Perú.
En 1814 era ya teniente efectivo pero pasó a retiro, quedando agregado al estado mayor de la plaza.
Se reintegró al servicio activo y en 1815 figuraba como teniente 1.º del Regimiento de Infantería N° 8.
Posteriormente se alistó en el Ejército de los Andes, al mando del libertador José de San Martín. Tras el cruce de los Andes, combatió en la batalla de Chacabuco el 12 de febrero de 1817, muriendo a consecuencia de las heridas recibidas en el combate.
Con su nombre y el de su compañero el capitán del Regimiento de Granaderos a Caballo Manuel Hidalgo fueron rebautizados los dos fuertes del Cerro Santa Lucía que habían sido levantados en Santiago de Chile por el mariscal de campo realista Casimiro Marcó del Pont para dominar con sus cañones a la ciudad.